# Gloucestershire Royal Hospital
El Gloucestershire Royal Hospital NHS Foundation Trust es un hospital de la red de hospitales públicos del Reino Unido, perteneciente al National Health Service (NHS). Se encuentra en Great Western Road de Gloucester. Tiene alrededor de 600 camas y 14 quirófanos. El hospital da cobertura al oeste y sur del condado de Gloucestershire y parte del Herefordshire.
El hospital fue construido durante la Primera Guerra Mundial y su desarrollo explotó en la década de 1960. La mayoría de las unidades están localizadas en una torre de diez pisos que se construyó en 1975. Una ampliación posterior del hospital con un coste de 50 millones de libras fue inaugurada en 2005.

## Pacientes notables
- Zara Tindall dio a luz a su primogénita, Mia Grace (2014)